# Tomaspis ochraceorosea
Tomaspis ochraceorosea är en insektsart som beskrevs av Victor Lallemand 1924. Tomaspis ochraceorosea ingår i släktet Tomaspis och familjen spottstritar. Inga underarter finns listade i Catalogue of Life.